# 南光州駅
南光州駅（ナムグァンジュえき）は、大韓民国光州広域市東区鶴洞にある光州都市鉄道1号線の駅である。駅名は、現在の当駅に隣接した地に所在した慶全線南光州駅（2000年8月、慶全線の線路移設に伴い廃止）の名を引き継いだものである。駅番号は(103)。

## 駅構造
- 相対式ホーム2面2線の地下駅。

## 駅周辺
- 南光州総合市場
  - かつての慶全線南光州駅に隣接して建てられた市場。

- 東区庁
- 朝鮮大学校
- 朝鮮看護専門大学
- 全南大学校付属病院
- 朝鮮大学校付属病院
- 朝鮮大学校付属歯科病院
- 光州銀行南光州支店
- 鶴洞郵便局

## 歴史
- 2004年4月28日 - 開業。

## 隣の駅
光州交通公社
●1号線
鶴洞・証心寺入口駅 (102) ‐   南光州駅 (103) ‐ 文化殿堂駅 (104)